# Томпсон, Джеймс (гребец)
Джеймс Томпсон  (англ. James Thompson; 18 ноября 1986, Кейптаун, ЮАР) — южноафриканский спортсмен, Олимпийский чемпион в академической гребле (четвёрки, легкий вес) 2012 года. Выступает за университет Претории. Увлекается ездой на велосипеде и регби.